# Sauber C30
A Sauber C30 egy Formula–1-es versenyautó, amit a Sauber tervezett és versenyeztetett a 2011-es Formula–1 világbajnokság során. Pilótái Kobajasi Kamui és Sergio Pérez voltak, illetve az utóbbit egy verseny erejéig helyettesítő Pedro de la Rosa.

## Áttekintés
A csapat ebben az idényben is a Ferrari motorjaival versenyzett. Az előző évhez képest, amikor gyakorlatilag nem voltak szponzori matricák az autókon, már egész nagy számban jelentek meg rajta.
Az első versenyen hetedik és nyolcadik helyen értek célba, így a csapat rögtön 10 pontot gyűjtött. Csakhogy a futam után kiderült, hogy szabálytalan a hátsó szárnyuk, ezért diszkvalifikálták őket, így a pontokat is elvesztették. Elődjéhez képest a C30-as sokkal megbízhatóbb volt és idény közben is érkeztek a fejlesztések, ami miatt a pontszerzés folyamatos volt. Kobajasi az első 7 versenyből haton pontot szerzett, vele ellentétben Péreznek csak Spanyolországban sikerült ez először. Ráadásul a következő futamon, Monacóban, az időmérő harmadik szakaszában hatalmas balesetet szenvedett, amiben úgy megsérült, hogy nem is indulhatott el a versenyen, sőt Kanadában Pedro de la Rosa helyettesítette őt.
Kanada után visszaesett a teljesítmény, Kobajasi ezután már csak háromszor szerzett pontot, viszont Japánban, hazai közönség előtt az időmérő első szakaszát megnyerte és hetedikként is ért célba. Az idényt ugyanúgy 44 ponttal zárták, mint az előzőt, de most a hetedik helyen végeztek. Sokáig harcban álltak a Force Indiával a hatodik helyért is, ezt végül el kellett engedniük.
Kasztnija képezi az alapját a HF1-018 versenyautónak, amelyben már egy turbómotor kapott helyet, a KERS-t pedig kiszerelték. Alkalmanként különféle rendezvényeken bemutatják, 2018 májusában Zolderben, majd Silverstone-ban, illetve 2019-ben Kínában, a Formula–1 ezredik futamán Jessica Hawkins vezethette, illetve egy alkalommal Billy Monger is.

## Eredmények
(Táblázat értelmezése)

(Félkövér: pole-pozícióból indult; dőlt: leggyorsabb kört futott) 

| Év   | Csapat         | Motor       | Gumik | Pilóták    | 1   | 2   | 3   | 4   | 5   | 6   | 7   | 8   | 9   | 10  | 11  | 12  | 13  | 14  | 15  | 16  | 17  | 18  | 19  | Pontok | Helyezés |
| ---- | -------------- | ----------- | ----- | ---------- | --- | --- | --- | --- | --- | --- | --- | --- | --- | --- | --- | --- | --- | --- | --- | --- | --- | --- | --- | ------ | -------- |
| 2011 | Sauber F1 Team | Ferrari 056 | P     |            | AUS | MAL | CHN | TUR | ESP | MON | CAN | EUR | GBR | GER | HUN | BEL | ITA | SIN | JPN | KOR | IND | ABU | BRA | 44     | 7.       |
| 2011 | Sauber F1 Team | Ferrari 056 | P     | Kobajasi   | DSQ | 7   | 10  | 10  | 10  | 5   | 7   | 16  | KI  | 9   | 11  | 12  | KI  | 14  | 13  | 15  | KI  | 10  | 9   | 44     | 7.       |
| 2011 | Sauber F1 Team | Ferrari 056 | P     | Pérez      | DSQ | KI  | 17  | 14  | 9   | NI  |     | 11  | 7   | 11  | 15  | KI  | KI  | 10  | 8   | 16  | 10  | 11  | 13  | 44     | 7.       |
| 2011 | Sauber F1 Team | Ferrari 056 | P     | de la Rosa |     |     |     |     |     |     | 12  |     |     |     |     |     |     |     |     |     |     |     |     | 44     | 7.       |

Megjegyzés:
- † – Nem fejezte be a futamot, de rangsorolva lett, mert teljesítette a versenytáv 90%-át.